# Funció zeta de Barnes
En matemàtiques, una funció zeta de Barnes és una generalització de la funció zeta de Riemann introduït per Ernest William Barnes (1901). Ell la va generalitzar encara més per la funció zeta de Shintani.

## Definició
La funció zeta de Barnes es defineix per
{\displaystyle \zeta _{N}(s,w|a_{1},...,a_{N})=\sum _{n_{1},\dots ,n_{N}\geq 0}{\frac {1}{(w+n_{1}a_{1}+\cdots +n_{N}a_{N})^{s}}}}
on w i aj tenen la part real positiva i s té la part real major que N.
Té una continuació meromorfa en tots els s complexos, on les úniques singularitats són pols simples en s = 1, 2, ..., N.
Per a N = w = a1 = 1, és la funció zeta de Riemann.